# Torricelliaceae
Die Torricelliaceae sind eine Pflanzenfamilie innerhalb der Ordnung der Doldenblütlerartigen (Apiales). Die drei Gattungen mit etwa zehn Arten besitzen eine paläotropische Verbreitung.

## Beschreibung

### Vegetative Merkmale
Es sind verholzende Pflanzen: es handelt sich um Sträucher oder kleine Bäume.
Die wechselständig und spiralig an den Zweigen angeordneten Laubblätter sind lang gestielt. Das Blatt kann handförmig geteilt oder ungeteilt sein. Die Blattränder sind glatt, gezähnt oder gesägt. Nebenblätter fehlen.

### Generative Merkmale
Sie können einhäusig oder zweihäusig sein; die Blüten können eingeschlechtig oder zwittrig sein.
Die Blütenstände sind sehr unterschiedlich aufgebaut. Die radiärsymmetrischen Blüten sind meist klein und fünfzählig. Es ist nur ein Kreis mit fünf Staubblättern vorhanden. Zwei bis vier Fruchtblätter sind zu einem (synkarpen) unterständigen Fruchtknoten verwachsen mit zwei oder drei Griffeln.

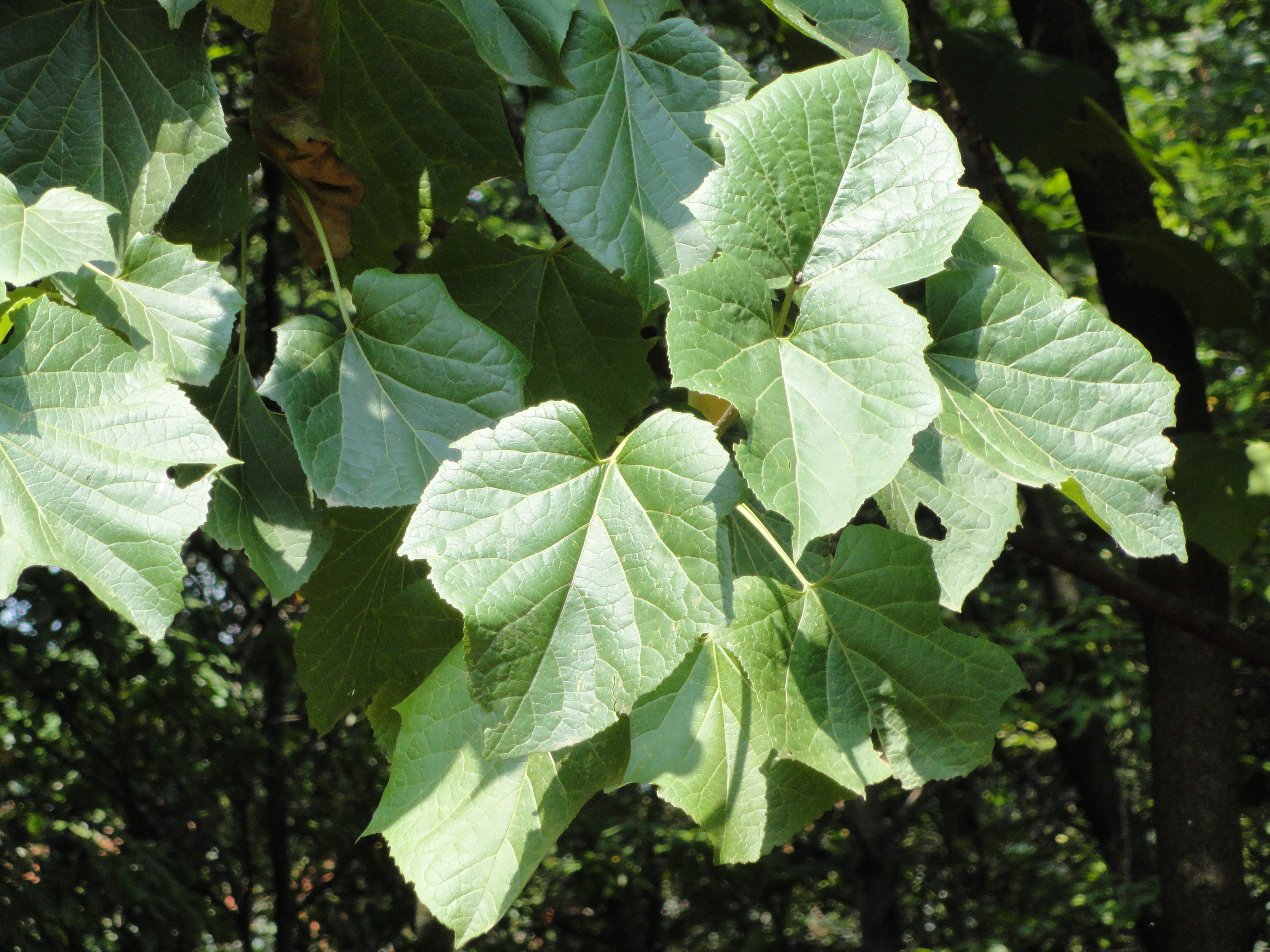
Laubblätter von Torricellia angulata var. intermedia

Sie bilden Steinfrüchte.

## Systematik und Verbreitung
Die beiden Gattungen Aralidium (auch als eigene Familie Aralidiaceae Philipson & Stone) und Toricellia waren früher in der Familie der Araliaceae Juss. eingeordnet; die Gattung Melanophylla wurde als eigene Familie Melanophyllaceae Takht. ex Airy Shaw geführt oder früher in der Familie der Cornaceae eingeordnet.
Die Familie Torricelliaceae (Wangerin) Hu wurde 1934 durch Hu Xiansu in Bulletin of the Fan Memorial Institute of Biology: Botany. Volume 5, Seite 311 aufgestellt. Typusgattung ist Torricellia DC. Der Gattungsname Torricellia ehrt den italienischen Physiker und Mathematiker Evangelista Torricelli (1608–1647).
Die Familie Torricelliaceae gehört in die Ordnung der Apiales.
Die Arten der Familie haben ihre Areale auf dem westlichen Malaiischen Archipel, in Südostasien, im östlichen Himalaja, im westlichen China und auf Madagaskar.
Die Familie Torricelliaceae enthält nur drei Gattungen mit etwa zehn Arten:
- Aralidium Miq.: Sie enthält nur eine Art:
  - Aralidium pinnatifidum Miq.: Sie ist zweihäusig getrenntgeschlechtig (diözisch) und ist von Malaysia bis Indonesien verbreitet. Die Chromosomenzahl beträgt 2n = 40.[3]
- Melanophylla Baker: Die Blätter sind meist ungeteilt. Die Blütenstände sind meist traubig. Die Blüten sind zwittrig. Die sieben bis acht Arten kommen nur auf Madagaskar vor:
  - Melanophylla alnifolia Baker (Syn.: Melanophylla capuronii Keraudren)
  - Melanophylla angustior McPherson & Rabenantoandro
  - Melanophylla aucubifolia Baker (Syn.: Melanophylla humbertiana Keraudren, Melanophylla humblotii Drake)
  - Melanophylla crenata Baker (Syn.: Melanophylla longipetala Keraudren)
  - Melanophylla madagascariensis Keraudren (Syn.: Melanophylla pachypoda Airy Shaw)
  - Melanophylla modestei G.E.Schatz, Lowry & A.-E.Wolf
  - Melanophylla perrieri Keraudren
- Torricellia DC. (Syn.: Toricellia DC. orth. var.): Die Laubblätter sind ungeteilt oder handförmig geteilt. Sie sind einhäusig (monözisch) oder zweihäusig (diözisch) getrenntgeschlechtig. Die Blütenstände sind reichblütige, herabhängende Thyrsen. Die etwa zwei[2] (bis drei) Arten kommen im nordöstlichen Indien nur in Darjiling, in Bhutan, Nepal, Sikkim und in China vor:
  - Torricellia angulata Oliver (Syn.: Torricellia intermedia Harms, Torricellia angulata var. intermedia (Harms ex Diels) Hu): Sie kommt vom südöstlichen Tibet bis zentralen China vor. Die Chromosomenzahl beträgt 2n = 24.[3]
  - Torricellia tiliifolia DC.: Sie kommt von Nepal bis ins westliche Yunnan vor. Die Chromosomenzahl beträgt 2n = 24.[3]